# Chai tow kway
El chai tao kway es un plato común o dim sum de la gastronomía de Chaoshan (China), Singapur y Malasia. También se conoce como pastel de zanahoria frita o simplemente pastel de zanahoria en los países asiático, debido al hecho de que la palabra para daikon, uno de sus ingredientes principales, puede también aludir a una zanahoria. Sin embargo, no deben confundirse con el pastel de zanahoria occidental.
Se hace con harina de arroz y rábano blanco. En Malasia se sirve a menudo en grandes trozos rectangulares que se cuecen al vapor y luego se fríen enteros.
Sin embargo, en Singapur es más común cortarlo en trozos y freírlos con salsa de soja, huevo, ajo, cebolleta y ocasionalmente gamba seca. Hay dos variantes: la blanca, que no usa salsa de soja dulce, y en la que el pastel de zanahoria se fríe sobre un huevo batido para formar una costra, y la negra, que usa salsa de soja dulce, y el huevo simplemente se mezcla en el pastel.
Alternativas al chai tao kway incluyen las hechas de harina de arroz y taro.